# Hessisch-Hannovers voetbalkampioenschap 1932/33
In 1932/33 werd het 27ste en laatste Hessisch-Hannovers voetbalkampioenschap gespeeld, dat georganiseerd werd door de West-Duitse voetbalbond.
Borussia Fulda werd kampioen en plaatste zich voor de West-Duitse eindronde. De club versloeg FC Fortuna Kottenheim en verloor in de halve finale van Düsseldorfer TSV Fortuna 1895.
Na dit seizoen kwam de Nationaalsocialistische Duitse Arbeiderspartij aan de macht en werd de competitie grondig geherstructureerd. De overkoepelende voetbalbonden werden afgeschaft en ruimden plaats voor 16 Gauliga's. De meeste clubs gingen in de Gauliga Hessen spelen, behalve Göttingen 05 dat in de Gauliga Niedersachsen ingedeeld werd. Ook kwamen er twee clubs bij uit de Maincompetitie van de Zuid-Duitse voetbalbond.

## Bezirksliga
| Plaats | Club                        | Wed. | W  | G | V  | Saldo | Ptn.  |
| ------ | --------------------------- | ---- | -- | - | -- | ----- | ----- |
| 1.     | 1. SV Borussia 04 Fulda     | 18   | 15 | 2 | 1  | 80:26 | 32:4  |
| 2.     | SV Kurhessen 1893 Kassel    | 18   | 12 | 3 | 3  | 58:21 | 27:9  |
| 3.     | SG Hessen 1910 Bad Hersfeld | 18   | 7  | 5 | 6  | 46:43 | 19:17 |
| 4.     | SV Hermannia 06 Kassel      | 18   | 6  | 5 | 7  | 42:41 | 17:19 |
| 5.     | 1. SC Göttingen 05          | 18   | 8  | 1 | 9  | 35:48 | 17:19 |
| 6.     | VfB Kurhessen 1905 Marburg  | 18   | 6  | 5 | 7  | 38:52 | 17:19 |
| 7.     | SV 06 Kassel                | 18   | 7  | 2 | 9  | 36:48 | 16:20 |
| 8.     | CSC 03 Kassel               | 18   | 6  | 3 | 9  | 42:46 | 15:21 |
| 9.     | TuRa 1868 Kassel            | 18   | 5  | 5 | 8  | 28:46 | 15:21 |
| 10.    | FV Germania 1908 Marburg    | 18   | 0  | 5 | 13 | 27:61 | 5:31  |

|  | Kampioen, geplaatst voor West-Duitse eindronde en Gauliga Hessen 1933/34 |
|  | Geplaatst voor Gauliga Hessen 1933/34                                    |
|  | Geplaatst voor Gauliga Niedersachsen 1933/34                             |
|  | Degradatie                                                               |

## 1. Bezirksklasse
Doordat de invoering van de Gauliga was er geen promotie mogelijk. 

### Zuid-Hannover/Göttingen
| Plaats | Club                 | Wed. | W | G | V | Saldo | Ptn. |
| ------ | -------------------- | ---- | - | - | - | ----- | ---- |
| 1.     | FC Großalmerode 1920 |      |   |   |   |       |      |
| 2.     | Blau-Weiß Göttingen  |      |   |   |   |       |      |
| 3.     | FC Grone 1910        |      |   |   |   |       |      |
| 4.     | VfB Uslar 1911       |      |   |   |   |       |      |
| 5.     | Lichtenauer FV 1919  |      |   |   |   |       |      |
| 6.     | FV 1907 Eschwege     |      |   |   |   |       |      |
| 7.     | VfB Witzenhausen     |      |   |   |   |       |      |
| 8.     | SpVgg Göttingen 1907 |      |   |   |   |       |      |

|  | Groepswinnaar |

### Zuid-Hannover/Harz-Weser
| Plaats | Club                      | Wed. | W | G | V | Saldo | Ptn. |
| ------ | ------------------------- | ---- | - | - | - | ----- | ---- |
| 1.     | VfB Northeim 1907         |      |   |   |   |       |      |
| 2.     | SV 1920 Petershütte       |      |   |   |   |       |      |
| 3.     | Polizei SV Holzminden     |      |   |   |   |       |      |
| 4.     | SuS Northeim 1907         |      |   |   |   |       |      |
| 5.     | FV 1905 Einbeck           |      |   |   |   |       |      |
| 6.     | SV Lauterberg 1914        |      |   |   |   |       |      |
| 7.     | FC Germania 1908 Osterode |      |   |   |   |       |      |
| 8.     | VfB Holzminden            |      |   |   |   |       |      |

### Kassel
| Plaats | Club                        | Wed. | W | G | V | Saldo | Ptn. |
| ------ | --------------------------- | ---- | - | - | - | ----- | ---- |
| 1.     | SV Hessen 1909 Kassel       |      |   |   |   |       |      |
| 2.     | SV 1906 Wilhelmshöhe        |      |   |   |   |       |      |
| 3.     | FC Homberg 1924             |      |   |   |   |       |      |
| 4.     | SpVgg Olympia Niederzwehren |      |   |   |   |       |      |
| 5.     | VfL Hessen-Preußen Kassel   |      |   |   |   |       |      |
| 6.     | SV 1909 Korbach             |      |   |   |   |       |      |
| 7.     | FV Sportfreunde 1909 Kassel |      |   |   |   |       |      |
| 8.     | Melsunger FV 08             |      |   |   |   |       |      |
| 9.     | BV 06 Kassel                |      |   |   |   |       |      |
| 10.    | Sportfreunde Marburg        |      |   |   |   |       |      |
| 11.    | 1. Casseler BC Sport 1894   |      |   |   |   |       |      |

|  | Groepswinnaar |

### Fulda
| Plaats | Club                        | Wed. | W | G | V | Saldo | Ptn. |
| ------ | --------------------------- | ---- | - | - | - | ----- | ---- |
| 1.     | FV 1910 Horas               |      |   |   |   |       |      |
| 2.     | SV 1906 Alsfeld             |      |   |   |   |       |      |
| 3.     | SV 1910 Neuhof              |      |   |   |   |       |      |
| 4.     | VfL 1919 Lauterbach         |      |   |   |   |       |      |
| 5.     | ESV Viktoria Elm 1911       |      |   |   |   |       |      |
| 6.     | TSV 1911 Künzell            |      |   |   |   |       |      |
| 7.     | SG Germania Sterbfritz 1919 |      |   |   |   |       |      |
| 8.     | FV 1911 Bebra               |      |   |   |   |       |      |
| 9.     | FV Schlüchtern 1910         |      |   |   |   |       |      |
| 10.    | SpV Germania 1909 Fulda     |      |   |   |   |       |      |